# Botticelli (cráter)
Botticelli es un cráter de impacto de 136,35 km de diámetro del planeta Mercurio. Debe su nombre al pintor italiano  Sandro Botticelli (1445-1510), y su nombre fue aprobado por la  Unión Astronómica Internacional en 1979.